# Venegono Superiore
Venegono Superiore är en ort och kommun i provinsen Varese i regionen Lombardiet i Italien. Kommunen hade 7 378 invånare (2018).